# Steinhof (Bad Münder)

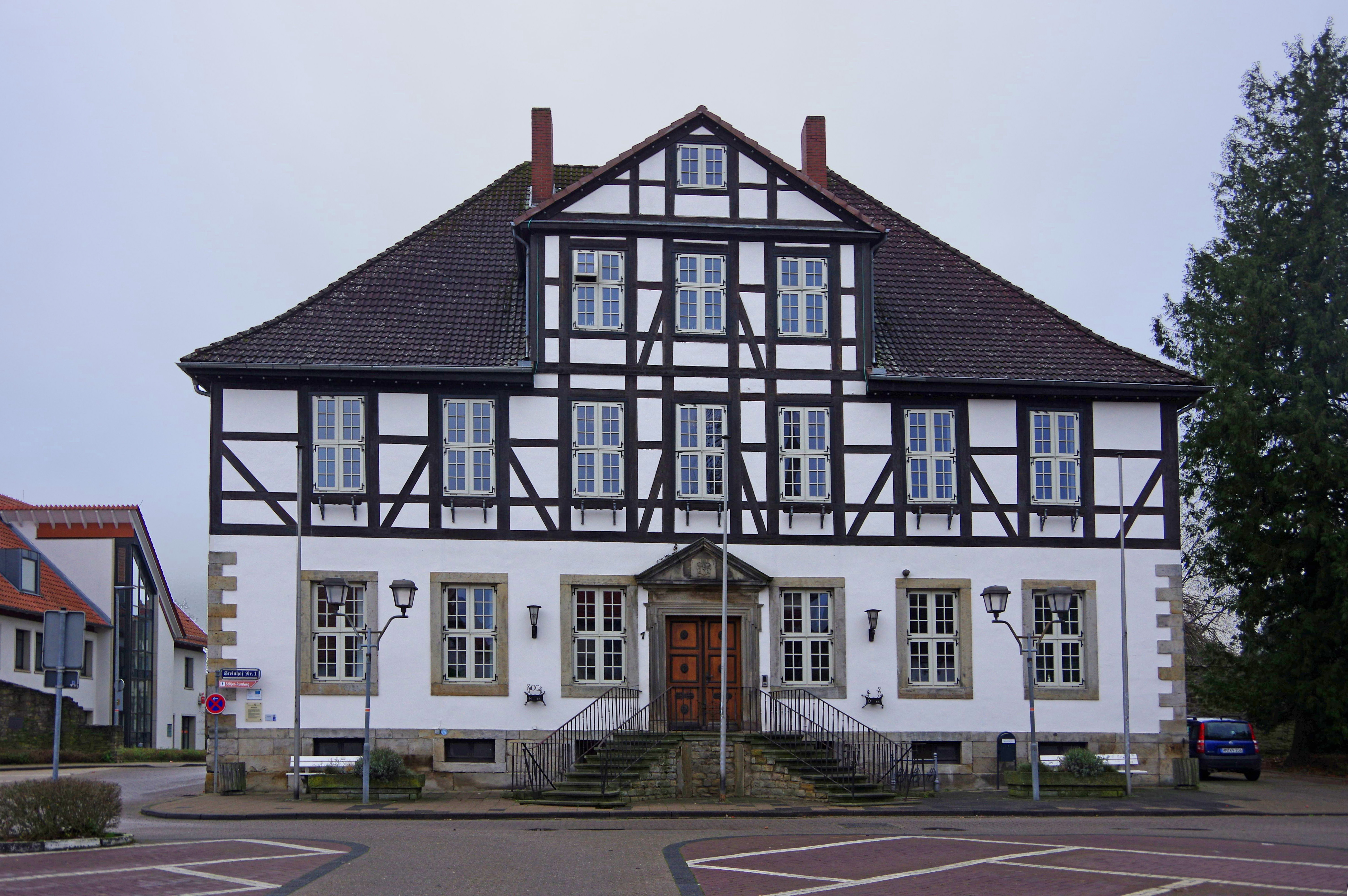
Herrenhaus des Steinhofs

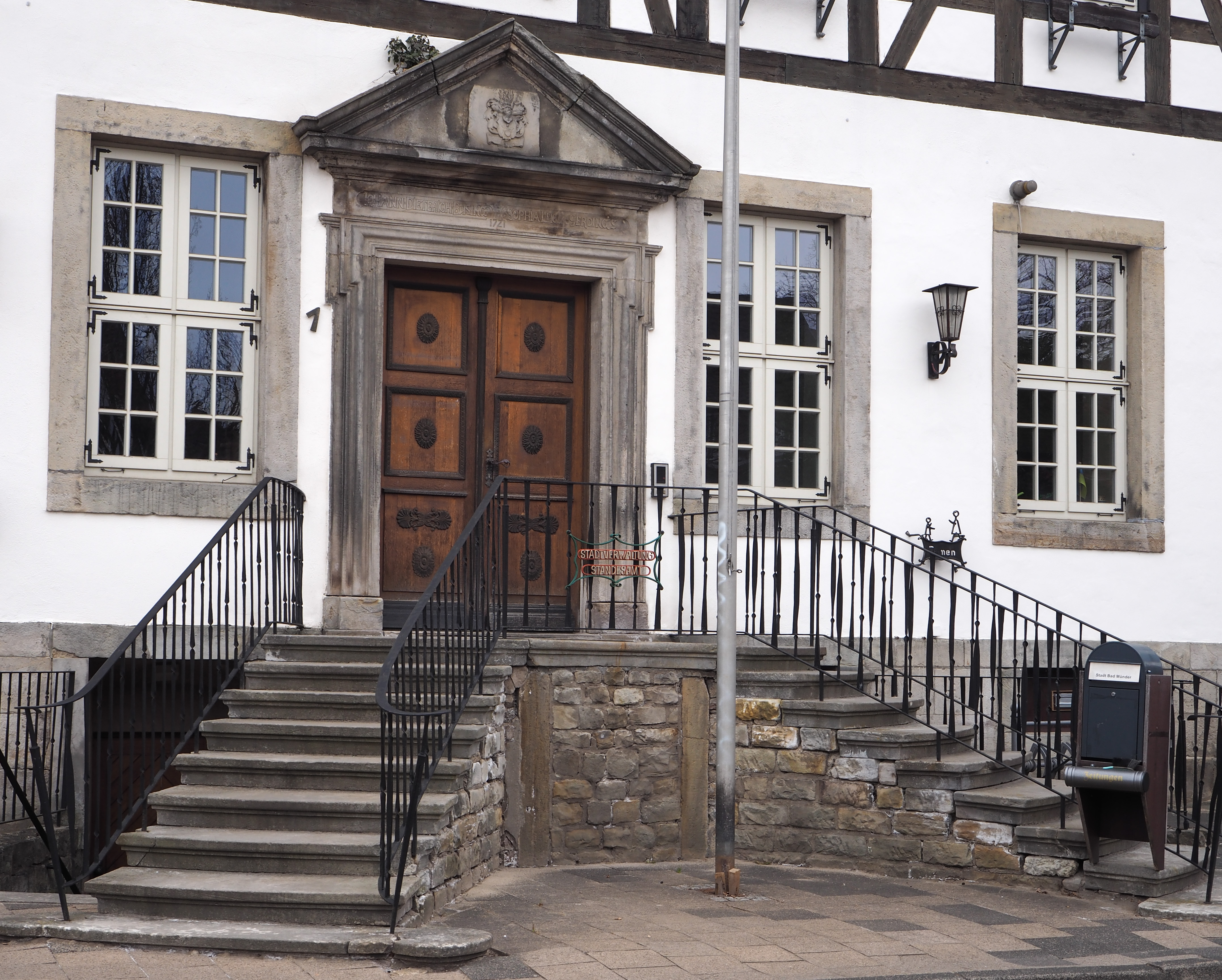
Eingang mit Freitreppe

Der Steinhof war eine Hofanlage in Bad Münder, von der heute nur noch das Herrenhaus erhalten ist. In dem denkmalgeschützten Gebäude hat die Stadtverwaltung des Ortes ihren Sitz.

## Geschichte
Der Komplex des Steinhofs ist vermutlich im 14. Jahrhundert am Westrand der Stadt entstanden. Der Besitz ging im Jahr 1583 über an die Familie Büsing, die über Jahrhunderte eine zentrale Rolle in Bad Münder spielte. Die Familie ließ 1596 auf dem benachbarten Grundstück ein weiteres Herrenhaus bauen, das noch heute existiert. Es wird als Münchehof bezeichnet und beherbergt heute eine Filiale der Sparkasse.
In seiner heutigen Form entstand das Herrenhaus des Steinhofs im Jahr 1721 unter Trägerschaft der Familie Büsing. Das neue Haus wurde auf den Grundmauern des Vorgängerbaus errichtet. Später erbte Georg Ludwig Hotzen das Haus, weshalb es auch als Hotzensches Herrenhaus bekannt ist.

## Architektur
Es handelt sich um ein symmetrisches, zweigeschossiges Bauwerk mit Mittelrisalit. Der siebenachsige Bau ist von einem Walmdach gedeckt. Das schlichte Fachwerk-Obergeschoss steht im Kontrast zum massiven Untergeschoss, das Stilelemente der Weserrenaissance aufweist.
Das Untergeschoss ist verputzt mit Quaderverzahnung und Sockel aus Naturstein. Die Fenster sind mit Naturstein-Faschen gerahmt. Das zentrale Eingangsportal weist feine Profilierung auf und ist von einem Giebelelement mit einem Wappen gekrönt. Von der Straße führen zwei schräge Treppenarme hinauf zum Eingang. Eine Inschrift über dem Eingang nennt den Namen der Bauherren und die Jahreszahl des Baus:
JOHANN DIETERICH BÜSING - SOPHIA LUCIA GERDINGS  - 1721